# Ural Metiner
Ural Metiner (* 28. November 1948) ist ein ehemaliger türkischer Fußballspieler.
Metiner spielte zu Beginn seiner Karriere eine Saison für Galatasaray Istanbul. Von 1969 bis 1973 war der Mittelfeldspieler bei Kütahyaspor in der 2. Liga aktiv.

## Weblink
- Spielerprofil auf mackolik.com

| Personendaten    | Personendaten             |
| ---------------- | ------------------------- |
| NAME             | Metiner, Ural             |
| KURZBESCHREIBUNG | türkischer Fußballspieler |
| GEBURTSDATUM     | 28. November 1948         |